# Santo Stefano alla Marcigliana
Santo Stefano alla Marcigliana var en kyrkobyggnad i Rom, helgad åt den helige martyren Stefanos. Den var belägen i närheten av Via Cesarina i zonen Marcigliana i norra Rom. 

## Kyrkans historia
Kyrkan återfinns på en karta, publicerad av uppfinnaren och urmakaren Eufrosino della Volpaia år 1547. 
En övervuxen halvrund absid i rött tegel är vad som återstår av kyrkan.